# 주의 봉헌축일

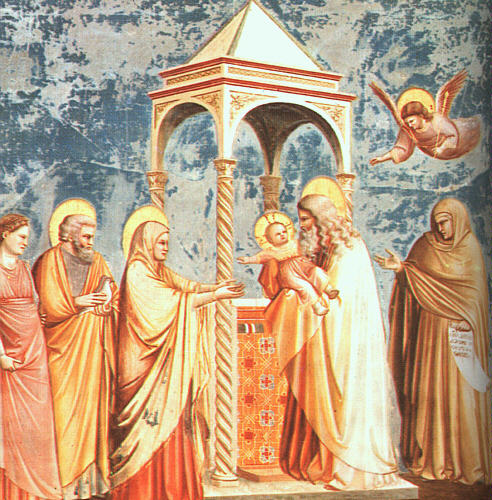
주님 봉헌

주의 봉헌 축일 또는 주님 봉헌 주일은 기독교에서 예수의 성전 봉헌(루가의 복음서 2:22-40)을 기념하는 절기이다. 주로 천주교, 동방 정교회, 개신교(루터교, 성공회 등)에서 지낸다. 이날 성전에서 아기 예수를 발견한 시므온에 의해서 그리스도를 세상에 보내신 하느님의 구원이 찬양되었기 때문에 기독교에서는 전통적으로 시므온의 노래로 하느님을 찬양한다. 루카 복음서에 의하면 주의 봉헌주일에 여자 예언자 안나도 하느님을 찬양했다고 한다.
천주교는 주님 성탄 대축일 40일째 되는 날(2월 2일)을 예수 성탄과 주님 공현을 마감하는 주님 봉헌 축일로 지낸다. 예전에는 모세의 율법대로 정결 의식을 치르신 것을 기념하는 성모 취결례(정화) 축일이었다. 그래서 천주교 신자인 정지용(프란치스코) 시인이 쓴 시에도 성모 취결례라는 단어가 나온다. 그러나 제2차 바티칸 공의회의 정신에 따른 전례 개혁으로 1970년부터는 현재의 명칭으로 바꾸어 주님의 축일로 지내 오고 있다.
한편 성 요한 바오로 2세 교황은 1997년 이날을 봉헌 생활의 날로 정하고, 자신을 주님께 봉헌한 수도자들을 위한 날로 삼았다. 이에 따라 해마다 이날 교회는 수도자들을 기억하는 한편, 젊은이들을 봉헌 생활로 초대하시는 하느님의 부르심에 응답하도록 기도할 것을 권한다.
또한 이날은 성촉절(聖燭節)이라고 불리기도 하는데, 시므온이 아기 예수를 '인류를 비추러 오신 빛'이라 불렀듯이, 관습이 있는 교회에서는 이날 예식에서 그리스도를 상징하는 촛불을 축복하기 때문이다.

## 같이 보기
- 교회력